# Лаваль, Густаф де
Карл Гу́став Па́трик де Лава́ль (швед. Karl Gustaf Patrik de Laval; 9 мая 1845 — 2 февраля 1913) — шведский инженер и изобретатель.

## Биография
Густав де Лаваль родился в Орсе, Швеция. Окончил Технологический институт в Стокгольме в 1866 году (ныне Королевский технологический институт) и Упсальский университет в 1872 году.
В 1890 году он изобрёл сопло, служащее для подачи пара в турбину, получившее впоследствии его имя, и использующееся в том же назначении по настоящее время. В XX веке сопло Лаваля нашло применение в реактивных двигателях для создания реактивной струи.
Де Лавалю принадлежит также честь изобретения центрифуги для разделения на фракции смесей, состоящих из жидкостей с разной плотностью. Это изобретение он использовал как молочный сепаратор. В 1894 году он запатентовал доильный аппарат, первый практически используемый образец которого был выпущен уже после его смерти компанией Alfa Laval, основанной де Лавалем и Оскаром Ламмом в 1883 году.
За свою жизнь Густав де Лаваль запатентовал 93 изобретения. В его дневниковых записях содержатся описания проектов сотен изобретений.
Избирался членом риксдага.
Публиковал в газете «Свенска Дагбладет» статьи на экономические темы.